# Személyazonosság-lopás
A személyazonosság-lopás (angolul identity theft) olyan, gyakori kiberbűncselekmény, amely ugyan létezett az Internet megjelenését megelőzően is, de tömegesen az Internet megjelenését követően terjedt el. Leginkább az adathalászathoz, illetve a Ismeretségi hálózatokhoz kapcsolódik. Lényege, hogy valamilyen eszközzel megszerzik a célszemély személyes adatait, bármely meghatározott – azonosított vagy azonosítható – természetes személlyel kapcsolatba hozható adatokat, mint például a személyi azonosítókat (személyi szám, tajszám stb.) banki információk (számlaszám, belépési kód, jelszavak stb.) és azokat csalárd módon felhasználják.

## Fajtái

### Büntetőjogi személyazonosság-lopás
Más személyazonossági adatait használva követ el valaki valamilyen bűncselekményt. A személyiséglopás olyan bűncselekmény, amely az internet széleskörű elterjedésével egyre nagyobb méreteket ölt világszerte. Ennek számos oka van. Egyrészt rengeteg személyes információ érhető el az interneten, mivel az emberek akarva-akaratlanul személyes és különleges adatokat árulnak el magunkról - leggyakrabban a közösségi oldalakon, regisztrációknál és vásárlásoknál. Másfelől a kormányzati és üzleti szervek által tárolt nagyméretű adatbázisokat - felhőszolgáltatásokat, szervereket - folyamatosan támadják hackerek különböző technikákkal (mint pl.: hacking, vírusok küldésével), hogy hozzájussanak ezekhez a személyes adatokhoz.

### Pénzügyi személyazonosság-lopás
Csalárdul megszerzett személyi adatokkal követ el a bűnelkövető pénzügyi csalást.

### Személyazonosság másolás
Más személy nevében vagy más személy helyett lép fel valaki, használva annak személyiségi adatait és egyéb személyiségére vonatkozó információit.

### Egészségügyi személyazonosság-lopás
Más személyi adatait használva vesz igénybe egészségügyi szolgáltatást.

## Védekezés a személyiséglopás ellen
Az Európai Unión belül a személyes adatok védelméről egy 1995-ben elfogadott irányelv rendelkezik. Ez képezi az alapját Magyarországon is a személyes adatok jogi védelméről szóló, helytelen köznyelvi nevén adatvédelmi törvénynek nevezett 1992. évi LXIII. törvénynek „a személyes adatok védelméről és a közérdekű adatok nyilvánosságáról”. Ez nem általában adatok védelméről, hanem a személyiségi adatokhoz fűződő jogok védelméről rendelkezik.